# CD Monte Carlo
CD Monte Carlo (celým názvem: Clube Desportivo Monte Carlo; čínsky znaky tradiční 蒙地卡羅體育會) je čínský fotbalový klub, který sídlí ve zvláštní správní oblasti Čínské lidové republiky Macao. Založen byl v roce 1984. Jedná se o pětinásobného vítěze macajské nejvyšší fotbalové soutěže. Klubové barvy jsou žlutá a modrá. Od sezóny 2010 působí v macajské nejvyšší fotbalové soutěži.
Své domácí zápasy odehrává na Estádio Campo Desportivo s kapacitou 16 272 diváků.

## Historické názvy
Zdroj: 
- 1984 – CD Monte Carlo (Clube Desportivo Monte Carlo)
- 2009 – zánik
- 2010 – obnovena činnost pod názvem CD Monte Carlo (Clube Desportivo Monte Carlo)

## Získané trofeje
Zdroj: 
- Liga de Elite ( 5× )
  - 2001/02, 2002/03, 2003/04, 2008, 2013

## Umístění v jednotlivých sezonách
Stručný přehled
Zdroj: 
- 1999–2008: Campeonato da 1ª Divisão
- 2010: Campeonato da 1ª Divisão
- 2011– : Liga de Elite

Jednotlivé ročníky
Zdroj: 
Legenda: Z – zápasy, V – výhry, R – remízy, P – porážky, VG – vstřelené góly, OG – obdržené góly, +/- – rozdíl skóre, B – body, červené podbarvení – sestup, zelené podbarvení – postup, fialové podbarvení – reorganizace, změna skupiny či soutěže
| Macao (1999 – )                 |                          |        |    |    |   |   |    |    |     |    |        |
| Sezóny                          | Liga                     | Úroveň | Z  | V  | R | P | VG | OG | +/- | B  | Pozice |
| 1999/00                         | Campeonato da 1ª Divisão | 1      | 12 | …  | … | … | 25 | 25 | 0   | 17 | 4.     |
| 2000/01                         | Campeonato da 1ª Divisão | 1      | 14 | 4  | 4 | 6 | 24 | 20 | +4  | 16 | 5.     |
| 2001/02                         | Campeonato da 1ª Divisão | 1      | 14 | 12 | 1 | 1 | 47 | 12 | +35 | 37 | 1.     |
| 2002/03                         | Campeonato da 1ª Divisão | 1      | 14 | 10 | 3 | 1 | …  | …  | …   | 33 | 1.     |
| 2003/04                         | Campeonato da 1ª Divisão | 1      | 10 | 9  | 0 | 1 | …  | …  | …   | 27 | 1.     |
| 2005                            | Campeonato da 1ª Divisão | 1      | 14 | 6  | 5 | 3 | 32 | 24 | +8  | 23 | 3.     |
| 2006                            | Campeonato da 1ª Divisão | 1      | 18 | 13 | 3 | 2 | 65 | 23 | +42 | 42 | 2.     |
| 2007                            | Campeonato da 1ª Divisão | 1      | 18 | 11 | 3 | 4 | 56 | 24 | +32 | 36 | 4.     |
| 2008                            | Campeonato da 1ª Divisão | 1      | 14 | 12 | 1 | 1 | 51 | 12 | +39 | 37 | 1.     |
| Klub byl v roce 2009 neaktivní. |                          |        |    |    |   |   |    |    |     |    |        |
| 2010                            | Campeonato da 1ª Divisão | 1      | 9  | 4  | 4 | 1 | 18 | 15 | +3  | 16 | 4.     |
| 2011                            | Liga de Elite            | 1      | 18 | 14 | 2 | 2 | 80 | 16 | +64 | 44 | 2.     |
| 2012                            | Liga de Elite            | 1      | 18 | 13 | 4 | 1 | 45 | 18 | +27 | 43 | 2.     |
| 2013                            | Liga de Elite            | 1      | 18 | 16 | 1 | 1 | 57 | 9  | +48 | 49 | 1.     |
| 2014                            | Liga de Elite            | 1      | 16 | 11 | 3 | 2 | 56 | 19 | +37 | 36 | 3.     |
| 2015                            | Liga de Elite            | 1      | 18 | 11 | 2 | 5 | 39 | 14 | +25 | 35 | 4.     |
| 2016                            | Liga de Elite            | 1      | 18 | 11 | 2 | 5 | 79 | 19 | +60 | 35 | 4.     |
| 2017                            | Liga de Elite            | 1      | 18 | 15 | 1 | 2 | 72 | 23 | +49 | 46 | 2.     |
| 2018                            | Liga de Elite            | 1      | 18 |    |   |   |    |    |     |    |        |

## Účast v asijských pohárech
Zdroj: 
| Ročník  | Soutěž          | Kolo    | Klub               | Doma | Venku | Celkem |
| ------- | --------------- | ------- | ------------------ | ---- | ----- | ------ |
| 2002/03 | Liga mistrů AFC | 2. kolo | Daejeon Citizen FC | 1:5  | 0:3   | 1:8    |